# Brock
Brock — серия российских средне- и крупнотоннажных грузовых электромобилей, выпускаемых с 2023 года калининградской компанией Автотор совместно с Foton.

## История
Компания Автотор представила автомобили Brock 8 сентября 2023 года. Сборка организована в посёлке Переславское.
Одновременно выпускаются 2 модели: Brock 75 и Brock 160, каждый из которых отличается полной массой, ёмкостью литий-железно-фосфатных батарей и мощностью электродвигателей. Поставщиком батарей стала фирма «Рэнера» в городе Неман. Остальные компоненты выпускаются компанией Автотор.
По словам компании, ожидается, что семейство пополнится шасси для установки надстроек, бортовыми платформами, рефрижераторами, автогидроподъёмниками, мусоровозами, эвакуаторами и другими вариантами. На разработку было потрачено 130 миллионов рублей.

## Модификации

### Brock 75
- Полная масса: 7,5 тонн
- Мощность: 115 кВт (156 л. с.)[7]
- Ёмкость аккумулятора: 81 кВт·ч
- Запас хода: 300 км
- Время быстрой зарядки: 2 часа

### Brock 160
- Полная масса: 16 тонн[9]
- Мощность: 160 кВт (218 л. с.)
- Ёмкость аккумулятора: 246 кВт·ч[10]
- Запас хода: 300 км[11]
- Время быстрой зарядки: 2 часа[12]